# Réville-aux-Bois
 Réville-aux-Bois  es una población y comuna francesa, en la región de Lorena, departamento de Mosa, en el distrito de Verdún y cantón de Damvillers.

## Demografía
| 159 | 144 | 143 | 126 | 130 | 127 |
| Para los censos de 1962 a 1999 la población legal corresponde a la población sin duplicidades (Fuente: INSEE [Consultar]) |     |     |     |     |     |